# Абросимов, Михаил Романович
Михаи́л Рома́нович Абро́симов (1 мая 1924, Покровский, Курская губерния — 30 июня 1944, Осиповичский район, Могилёвская область) — участник Великой Отечественной войны, старший телефонист батареи 297-го гвардейского зенитно-артиллерийского полка 3-й гвардейской зенитной артиллерийской дивизии 65-й армии 1-го Белорусского фронта, Герой Советского Союза (1944), гвардии ефрейтор.

## Биография
Родился 1 мая 1924 года на хуторе Покровском Кочетовской волости Обоянского уезда (ныне Ивнянского района Белгородской области в семье крестьянина. Русский. Член ВЛКСМ. Окончил 7 классов неполной средней школы. С 1937 года работал в колхозе.
Когда началась Великая Отечественная война, Абросимов ещё не достиг призывного возраста. В военкомате ему было отказано. Вскоре его хутор был оккупирован врагом. Целый год с небольшим ему пришлось играть роль душевнобольного, разыгрывать перед полицаями сцены эпилептических конвульсий, чтобы не быть угнанным в фашистское рабство.
В феврале 1943 года советские войска освободили хутор. Абросимов мгновенно «выздоровел» и добровольно был зачислен в запасной полк. На фронте с марта 1943 года.
Несколько месяцев Абросимов прилежно изучал военное дело, успешно овладел специальностью телефониста. В составе 297-го гвардейского зенитно-артиллерийского полка 3-й гвардейской зенитно-артиллерийской дивизии на Брянщине принял он боевое крещение. Зенитчики оберегали свои войска, встречали вражеские самолёты точным огнём, и не последней в тех боях была роль телефониста Абросимова: он обеспечивал командира батареи надёжной связью.
Летом 1944 года советские войска начали мощное наступление в Белоруссии. В районе Бобруйска советские войска окружили крупную вражескую группировку. 30 июня 1944 года около 1500 гитлеровцев, вырвавшиеся из окружения, вышли в районе железнодорожного узла Осиповичи Могилёвской области на зенитчиков 4-й батареи, в которой служил гвардии ефрейтор Абросимов.
Вместе со своим отделением и несколькими разведчиками он занимал позицию позади стрелковой роты. Гитлеровцы стали из леса обстреливать их из миномётов, а потом предприняли ожесточённую атаку против роты прикрытия. У пехотинцев были убиты все командиры.
Первым поднялся в атаку старший телефонист Абросимов. За ним шли остальные воины. Гитлеровцы замешкались, остановились и начали отходить назад, к лесу. Абросимов продолжал их преследовать. Запыхавшиеся вражеские солдаты один за другим стали сдаваться в плен, однако гитлеровский офицер в упор разрядил свой пистолет в Абросимова. Было уничтожено 38 оккупантов и взято в плен больше 70.
Но судьба боя на участке 4-й батареи уже была решена: большая часть вражеской группировки сдалась в плен. Советские войска продолжали наступление.
Указом Президиума Верховного Совета СССР от 22 августа 1944 года за образцовое выполнение боевых заданий командования на фронте борьбы с немецко-фашистскими захватчиками и проявленные при этом отвагу и геройство гвардии ефрейтору Михаилу Романовичу Абросимову было посмертно присвоено звание Героя Советского Союза.

## Награды
- Медаль «Золотая Звезда» Героя Советского Союза
- Орден Ленина
- Медаль

## Память
Похоронен возле деревни Верейцы Осиповичского района Могилёвской области Республики Беларусь.
Его именем названы Верхопенская средняя школа, где он учился, а также школа № 2 и улица в городе Осиповичи. На станции Верейцы Осиповичского района Могилёвской области установлен обелиск.
Приказом Министра обороны СССР М. Р. Абросимов навечно зачислен в списки личного состава воинской части. В военном городке, где она дислоцируется, установлен бюст Героя.